# 源頼家 (摂津源氏)
源 頼家（みなもと  の よりいえ）は、平安時代中期の官人・歌人。源頼光の次男。後に叔父頼範の養子となっていたとされる。『尊卑分脈』による官位は従四位下、蔵人、筑前守。

## 経歴
長元8年（1035年）に蔵人に任ぜられ、兄・頼国と同じく藤原頼通に近しく仕える一方、受領を歴任した。特に歌人としての活動がよく知られており、甥・頼実と共に中級貴族の歌人集団・和歌六人党の一人に数えられ、長暦2年（1038年）および長久2年（1041年）の『源大納言家歌合』や『橘義清歌合』『関白殿蔵人所歌合』『左京大夫八条山荘障子絵合』などに出詠したほか、自身でも越中守在任時に『頼家名所合』を催している。また延久4年（1072年）以前に筑前守を務めている（『鎌倉遺文』157）。
陸奥守在任時の橘為仲から、往年の和歌六人党のうち存命であるのは自分と頼家だけになってしまったという内容の和歌が贈られた際に、為仲は六人党のうちでないといって怒ったという説話が『袋草紙』『続古事談』『十訓抄』にある。
その詠歌は『後拾遺和歌集』以下の勅撰和歌集に9首が入集している。

## 系譜
- 父：源頼光
- 母：平惟仲女[2]
- 妻：不明
- 生母不明
  - 男子：源家盛 - 勾当。
  - 男子：源満綱 - 従四位下、伊豆守。
  - 男子：源満家 - 文章生。
  - 男子：源家通 - 従五位下、駿河守。
  - 男子：源家基 - 肥後介。